# Univerza v Mariboru
Univêrza v Máriboru je druga največja in druga najstarejša univerza v Sloveniji. Sedež ima v stavbi nekdanje Mestne hranilnice na Slomškovem trgu v Mariboru.
Prvi rektor Univerze v Mariboru je bil Vladimir Bračič. Trenutno (od leta 2018) je rektor Zdravko Kačič. 

## Zgodovina
Ustanovljena je bila leta 1975, njeni zametki pa segajo v leto 1859, ko je bila na pobudo tedanjega lavantinskega in prvega mariborskega škofa Antona Martina Slomška ustanovljena Visoka bogoslovna šola. Več višjih šol, ki so postale osnova za kasnejšo univerzo, pa je bilo ustanovljenih konec 50-ih ter v začetku 60-ih let 20. stoletja. Leta 1959 Višja komercialna šola in Višja tehniška šola, 1960 Višja agronomska šola, Višja pravna šola in Višja stomatološka šola, 1961 pa Pedagoška akademija. Takrat je v Mariboru začel izhajati tudi študentski časopis Katedra. Izhajal je do leta 1994, ko je bii ustanovljen Mariborski radio študent (MARŠ). Slovesna razglasitev ustanovitve Univerze v Mariboru je bila 19. septembra 1975.
Stavba rektorata na Slomškovem trgu je bila med letoma 1995 in 2000 temeljito prenovljena po načrtih arhitekta Borisa Podrecce, v sklopu prenove je bilo na novo zgrajeno tudi notranje dvorišče. Pred stavbo so bili postavljeni kipi štirih pomembnih osebnosti, povezanih s tem okoljem, ki tvorijo t. i. »alejo velikanov«: Frana Miklošiča, Matije Murka, Hermana Potočnika in Pavla Turnerja.

## Rektorji
Glej Seznam rektorjev Univerze v Mariboru.

## Članice univerze
V sestavu Univerze v Mariboru je danes 17 fakultet, od katerih jih ima 12 sedež v Mariboru ali okolici, ostalih 5 pa v drugih slovenskih mestih (Kranj, Ljubljana, Celje, Brežice, Krško in enota v Velenju).
- Ekonomsko-poslovna fakulteta (EPF)
- Fakulteta za elektrotehniko, računalništvo in informatiko (FERI)
- Fakulteta za energetiko (FE, v Krškem, enota v Velenju)
- Fakulteta za gradbeništvo, prometno inženirstvo in arhitekturo (FGPA)
- Fakulteta za kemijo in kemijsko tehnologijo (FKKT)
- Fakulteta za kmetijstvo in biosistemske vede (FKBV) (prostore ima v prenovljenem gradu Hompoš v vasi Pivola nedaleč od Maribora)
- Fakulteta za logistiko (FL, v Celju, enota v Krškem)
- Fakulteta za naravoslovje in matematiko (FNM)
- Fakulteta za organizacijske vede (FOV, v Kranju)
- Fakulteta za varnostne vede (FVV, v Ljubljani)
- Fakulteta za strojništvo (FS)
- Fakulteta za zdravstvene vede (FZV)
- Filozofska fakulteta (FF)
- Medicinska fakulteta (MF)
- Pedagoška fakulteta (PeF)
- Pravna fakulteta (PF)
- Fakulteta za turizem (v Brežicah)

Poleg njih v sestavu univerze delujeta še dve pridruženi članici:
- Univerzitetna knjižnica Maribor
- Študentski domovi Maribor

## Organizacijske enote
Pod univerzo spadajo tudi:
- Računalniški center Univerze v Mariboru (RCUM)
- Univerzitetni športni center Leona Štuklja
- Botanični vrt Univerze v Mariboru (v Pivoli)